# Centrála České spořitelny
Centrála České spořitelny nazývána také Budova České spořitelny je výšková budova v Praze 4 – Krči (Budějovické náměstí), sídlo České spořitelny. 22patrová budova vysoká 74,5 metrů byla postavena mezi lety 1994 a 1996, výstavba stála přibližně 775 milionů korun. Česká spořitelna odkoupila rozestavěnou budovu v roce 1994. Je postavena ve stylu postmoderní architektury.
V budoucnu vznikne nové sídlo České spořitelny v projektu Smíchov City skupiny Sekyra Group.
Vedle budovy se nachází druhá budova České spořitelny, která je však podstatně nižší.
Budova se nachází nad stanicí Budějovická pražského metra C a u autobusových zastávek poliklinika Budějovická.